# Костадин Жегов
Костадин Георгиев Жегов е български революционер, деец на Вътрешната македоно-одринска революционна организация и на Върховния македоно-одрински комитет.

## Биография
Костадин Жетов е роден в 1879 година в разложкото градче Мехомия, тогава в Османската империя, днес Разлог, България. Присъединява се към ВМОРО. Във 1902 година, при обезоръжителна акция, участва в отряд, начело със Славчо Каназирев и Петър Лачинов, който пренася оръжие към Рилския манастир. Къщата му е революционен център, в нея отсядат революционните чети. През пролетта на 1902 година в Самоков се среща с Гоце Делчев, Никола Дръдалов от Баня и Коце Мутафчиев. Взима от Делчев сандъци с динамит и го отнася в Неврокопско.
Участва в Илинденско-Преображенското въстание през лятото на 1903 година с четата на поручик Владимир Каназирев и Петър Лачинов. Участва в голямото сражение при Мехомия, избухнало през ноща на 14 срещу 15 септември (стар стил). На сутринта се оттеглят към Пирин и се присъединява към отряда на Яне Сандански и Дончо Златков. Дават сражение на войската от Горна Джумая, която е тръгнала на помощ на разложките военни части, сражаващи се с отряда на генерал Иван Цончев и полковник Анастас Янков при Белица. Сражението продължава до падането на нощта. Четниците успяват да пробият и да се оттеглят към българската граница и се разоръжават в Рилския манастир.
В 1907 година е арестуван и лежи 4 месеца в Серския затвор, тъй като протестира пред властите за отвлечена от турчин българка. Продължава да се занимава с революционна дейност до Балканската война в 1912 година.
На 14 април 1943 година, като жител на Разлог, подава молба за българска народна пенсия, която е одобрена и пенсията е отпусната от Министерския съвет на Царство България.